# Springfield (Georgia)
Springfield è una città degli Stati Uniti d'America, situata in Georgia, nella Contea di Effingham, della quale è il capoluogo.